# Хирн, Эдди
Эдвард «Эдди» Хирн (англ. Edward «Eddie» Hearn; 8 июня 1979, Эссекс, Великобритания) — британский юрист, боксёрский промоутер и бизнесмен. Управляющий директор Matchroom Sport и директор Профессиональной Дартс Корпорации.

## Промоутер
Matchroom Sport была основана его отцом, Барри Хирном. В качестве управляющего директора группы Эдди Хирн фокусируется на выполнении компанией эксклюзивных прав трансляции боксёрских поединков до 2021 года со Sky Sports.
Matchroom Эдди Хирна способствует продвижению чемпионов мира по боксу, в том числе Энтони Джошуа, Райана Барнетта, Джеймс Дигейла, Халида Яфаи.

## Соперничество
С момента введения дел Эдди Хирном в Matchroom Sport в качестве промоутера было показано его соперничество с другими промоутерами, в частности Фрэнком Уорреном. Уоррен заявил, что «не беспокоится» об Эдди.

## СМИ
Эдди Хирн является страстным поклонником социальных сетей, активно присутствует в Твиттер и регулярно способствует продвижению бокса.